# Radynia
Radynia (niem. Raden) – wieś w Polsce położona w województwie opolskim, w powiecie głubczyckim, w gminie Głubczyce.
W latach 1975–1998 miejscowość administracyjnie należała do ówczesnego województwa opolskiego.
Wioska obejmuje Obszar Chronionego Krajobrazu Rejon Mokre - Lewice. Leży na terenie Nadleśnictwa Prudnik (obręb Prudnik).
Nieopodal wsi zachowały się pozostałości założonej na początku XIX w. osady Bursztet. Znajduje się tu także odsłonięty w 1970 pomnik poświęcony poległym w II wojnie światowej.